# Željka Krizmanić
Zeljka Krizmanic (Zagreb, 1 april 1987) is een Kroatische kunstschaatsster.
Krizmanic is actief als individuele kunstschaatsster en wordt gecoacht door Alexander Rozin en Ivana Jakupcevic. 
| records             | punten | datum      | toernooi             |
| ------------------- | ------ | ---------- | -------------------- |
| Hoogste totaalscore | 83.89  | 01-10-2005 | JGP Sofia Cup 2005   |
| Hoogste korte kür   | 31.07  | 07-10-2005 | JGP Croatia Cup 2005 |
| Hoogste lange kür   | 53.28  | 01-10-2005 | JGP Sofia Cup 2005   |

| resultaten             | 1999 | 2000 | 2001 | 2002 | 2003 | 2004 | 2005 | 2006 |
| ---------------------- | ---- | ---- | ---- | ---- | ---- | ---- | ---- | ---- |
| Olympische Spelen      | -    | -    | -    | -    | -    | -    | -    |      |
| Wereldkampioenschap    | -    | -    | -    | -    | -    | -    | -    |      |
| Europees Kampioenschap | -    | -    | -    | -    | -    | -    | -    | 28e  |